# إنترتك
إنترتك جروب بي أل سي (بالإنجليزية: Intertek Group plc)‏ هي شركة بريطانية متعددة الجنسيات للتأمين والتفتيش واختبار المنتجات وإصدار الشهادات مقرها في لندن ، إنجلترا. وهي مدرجة في بورصة لندن وهي أحد مكونات مؤشر فوتسي 100 .

## تاريخ
في 19 سبتمبر 2007 ، أعلنت إنترتك عن استحواذها على المعامل الوطنية لاختبار البرمجيات . 
في أبريل 2011 ، استحوذت الشركة على مودي انترناشيونال .   

## عمليات
تعد إنترتك للمنتجات الإستهلاكية و التجزئة أكبر مختبِر للسلع الاستهلاكية في العالم ولديها شبكة تضم أكثر من 1000 مختبر في حوالي 100 دولة. 
لدى الشركة أكثر من 42000 موظف في 100 دولة في أكثر من 1000 موقع بما في ذلك مكاتب واسعة النطاق ومرافق اختبار في مدينة نيويورك ولندن وهونج كونج . تتمحور الشركة حول خدمات الاختبارات المعملية الخاصة بها ، وتوفر ضمان الجودة والسلامة للصناعات مثل البناء والرعاية الصحية والغذاء والنقل . تشمل المنتجات التي تم اختبارها البطاريات والملحقات والملابس والمواد الكيميائية. 

## روابط خارجية
- الموقع الرسمي